# Aaron Ramsey
Aaron James Ramsey, wym. [ˈɹæmzi]; (ur. 26 grudnia 1990 w Caerphilly) – walijski piłkarz, występujący na pozycji pomocnika w walijskim klubie Cardiff City F.C. oraz w reprezentacji Walii.

## Kariera

### Cardiff City
Po imponujących występach w Młodzieżowej Lidze Walijskiej, jako 8-latek dołączył do Cardiff City, które wygrało rywalizację o zawodnika z Newcastle United. Kilka lat po przejściu do zespołu zadebiutował w pierwszej drużynie w ostatnim domowym spotkaniu w sezonie 2006/2007, zmieniając Paula Parry'ego w końcowych minutach przegranego 0:1 spotkania z Hull City, 28 kwietnia 2007. W czasie występu miał 16 lat i 124 dni, co uczyniło go najmłodszym zawodnikiem w historii klubu, jaki wystąpił w oficjalnym meczu, bijąc poprzedni rekord należący do Johna Toshacka. W czerwcu 2007 Cardiff odrzuciło wartą milion funtów ofertę pewnego londyńskiego klubu. Nazwa klubu nie została ujawniona, jednak podejrzewano, że będzie on nadal przy każdej możliwej okazji obserwował piłkarza. Walijski zespół odrzucił również ofertę Evertonu, proponującego za Walijczyka milion funtów.
Pierwszy występ w sezonie 2007/2008 zaliczył 6 października 2007, kiedy to wszedł na zmianę za Jimmy'ego Floyda Hasselbainka w wygranym 2:1 meczu z Burnley. W grudniu podpisał z klubem profesjonalny kontrakt, zaś 5 stycznia po raz pierwszy wystąpił od początku spotkania, a miało to miejsce w meczu Pucharu Anglii z Chasetown, kiedy to zastąpił zawieszonego Stephena McPhaila. Spotkanie zakończyło się zwycięstwem Cardiff 3:1, a Walijczyk zdobył jedną z bramek. Za postawę w tym meczu został nominowany do nagrody Piłkarza Rundy, którą ostatecznie otrzymał zawodnik Coventry, Michael Mifsud. Trzy tygodnie później, w wygranym 3:1 pojedynku z Queens Park Rangers, po raz pierwszy w karierze pojawił się na boisku od początku spotkania ligowego, co ustabilizowało jego pozycję w pierwszym zespole. Łącznie w sezonie wystąpił w 22 meczach, rozegrał pięć z sześciu spotkań drużyny w Pucharze Anglii, wliczając w to finał, po którym stał się drugim najmłodszym zawodnikiem w historii, który wystąpił w decydującym meczu, ustępując tylko piłkarzowi Millwall, Curtisowi Westonowi.

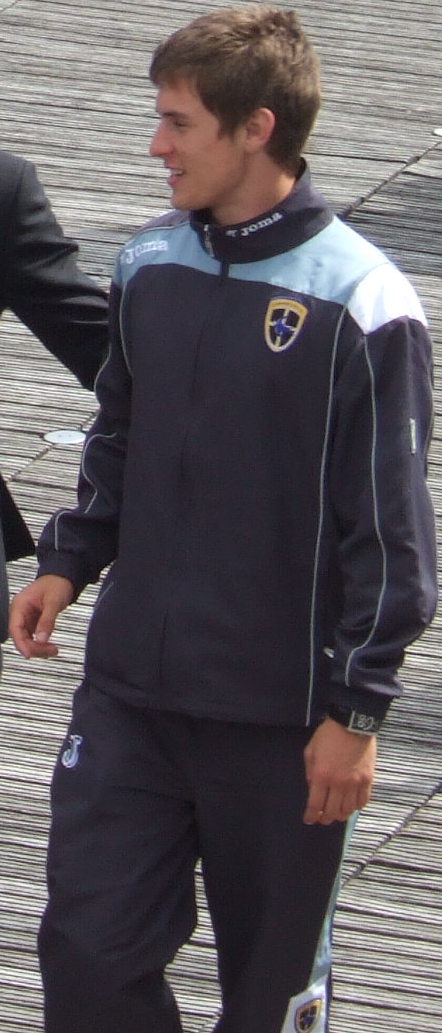
Ramsey jako zawodnik Cardiff City

Po imponującym w wykonaniu Ramseya występie w wygranym 2:0 spotkaniu z Middlesbrough w ćwierćfinale Pucharu Anglii, nastolatkiem zainteresował się szkoleniowiec Manchesteru United, Sir Alex Ferguson. Ramsey w dzieciństwie kibicował klubowi z Lancashire, zaś jego idolami byli Ryan Giggs oraz Roy Keane. Jednak prezes Cardiff, Peter Risdale ogłosił w wywiadzie dla stacji BBC, że zaakceptowana została warta 5 milionów funtów oferta Arsenalu F.C. Oferta londyńskiego klubu nie obejmowała wypożyczenia, które umożliwiłoby Walijczykowi pozostanie w Cardiff na kolejny sezon.

### Arsenal
10 czerwca 2008 Ramsey po zapoznaniu się z propozycjami Arsenalu, Manchesteru oraz Evertonu, zdecydował się podpisać kontrakt z londyńskim zespołem, który ostatecznie zapłacił za piłkarza 4,8 milionów funtów. Transfer został ostatecznie potwierdzony trzy dni później. Głównym powodem, dla którego piłkarz wybrał ofertę Arsenalu, była osoba trenera Arsène'a Wengera, który zabrał piłkarza i jego rodzinę do Szwajcarii, by porozmawiać o planach, jakie ma wobec Walijczyka oraz o jego przyszłości w klubie. Francuski szkoleniowiec określił Ramseya jako "gracza z fantastyczną wydolnością, dobrą budową, świetną techniką oraz potrafiącego czytać grę". Powiedział o nim także, że „jest to inteligentny młodzieniec, obdarzony naturalnymi predyspozycjami, aby stać się piłkarzem wielkiego formatu”.
Ramsey w oficjalnym meczu Arsenalu zadebiutował 13 sierpnia 2008 w spotkaniu trzeciej rundy kwalifikacyjnej Ligi Mistrzów przeciwko FC Twente, zaś ligowy debiut miał miejsce miesiąc później w meczu z Blackburn Rovers, w którym to asystował przy golu Emmanuela Adebayora. 23 września wystąpił przez pełne 90 minut w wygranym 6:0 meczu trzeciej rundy Pucharu Ligi Angielskiej z Sheffield United, kiedy to zaliczył asysty przy trafieniach Nicklasa Bendtnera i Carlosa Veli. Pierwszego gola dla klubu zdobył w zwyciężonym 5:2 pojedynku z Fenerbahce w fazie grupowej Ligi Mistrzów. Zdobywając w tym spotkaniu bramkę, stał się piątym najmłodszym strzelcem w historii rozgrywek.
W 2009 serwis Fifa.com uznał Ramseya za jednego z najbardziej obiecujących piłkarzy świata.
27 lutego 2010 roku podczas meczu 28 kolejki Premier League pomiędzy Arsenalem a Stoke City, Ramsey doznał podwójnego, otwartego złamania nogi. Do urazu doszło w wyniku starcia z obrońcą Stoke Ryanem Shawcrossem.
Pod koniec 2010 roku rehabilitacja Aarona dobiegła końca, a po powrocie na boisko w meczu rezerw Arsenalu, zawodnik został wypożyczony do Notthingam Forest, by w Championship móc odbudować swoją formę. Nie udało się mu jednak wywrzeć zbyt wielkiego wpływu na grę Forest i po zaledwie 5 spotkaniach znów zmienił klub, tym razem wracając na miesiąc do drużyny swojego dzieciństwa – Cardiff City. Dla Bluebirds Ramsey strzelił w tym czasie jedną bramkę i kilku spotkaniach rozegrał pełne 90 minut.  Ramsey sezon dokończył w Arsenalu, wracając na Emirates Stadium pod koniec lutego 2011. 1 maja strzelił bramkę na wagę zwycięstwa The Gunners nad odwiecznym rywalem – Manchesterem United – pierwszym od ośmiu spotkań.
Kolejne dwa sezony były dla Ramseya pasmem niepowodzeń, szyderstw i cierpkich słów słyszanych od swoich kibiców. Walijczyk nie potrafił grać na miarę potencjału, jakim wykazywał się tuż po przeprowadzce do północnego Londynu. Będąc ofiarą ciężkiej sytuacji kadrowej Arsenalu, Aaron często musiał grać na skrzydłach, co również nie pomagało w wykorzystaniu całego potencjału. Wymyślono nawet „klątwę Ramseya”, która „uśmiercała” znane osobistości gdy tylko Aaronowi udało się trafić do bramki. Powód do radości po zdobytej bramce stawał się jednocześnie przyczyną dalszych drwin z pomocnika Arsenalu. Media społecznościowe pisały o kolejnych „ofiarach” Aarona Ramseya: Osamie Bin Ladenie, Stevie Jobsie, Muammarze Kadafim czy Whitney Houston.
Z każdym następnym nieudanym meczem byłego piłkarza Cardiff, złymi zagraniami i sławnymi „piętkami”, frustracja narastała, grono przeciwników Walijczyka poszerzało się, na listach transferowych fanów Kanonierów pierwszym do sprzedaży był właśnie Rambo. Raz swojej złości nie potrafił zahamować nawet ówczesny kapitan Kanonierów – Robin van Persie – który srogo zrugał młodszego kolegę, gdy ten, w meczu z Manchesterem City, po obiecującym podaniu Holendra strzelił wysoko ponad bramką. Sam zawodnik świadomy był swojej niezadowalającej formy, stąd w 2012 roku zgodził się przedłużyć kontrakt bez podwyżki zarobków. W Walijczyka nigdy nie zwątpił natomiast Arsène Wenger. Ramsey regularnie wychodził w podstawowym składzie Arsenalu na kolejne mecze lub był pierwszym, który wchodził na boisko podczas zmian.
We wspomnianym sezonie Arsenal do ostatniej kolejki bił się o „pierwszą czwórkę” Premier League i ostatecznie mu się to udało. Kluczem do końcowego sukcesu była dobra gra w obronie, której sprzyjała stabilnie prezentująca się środkowa linia – pomoc, składająca się z trio: Cazorla, Arteta i Ramsey. Walijczyk powrócił na pozycję, na której czuje się najpewniej i przy wówczas dobrze spisującym się Artecie oraz „robiącym” grę z przodu Santim Cazorlą Aaron poprawił swoją grę. Był to początek dobrej gry Ramseya, co miał udowodnić w nadchodzącym sezonie.
Po inauguracji sezonu 2013/2014, po porażce z niżej notowanym zespołem Aston Villi, na drodze Arsenalu do fazy grupowej Ligi Mistrzów ponownie stanęło Fenerbahçe. Rambo strzelając Turkom 3 bramki niemal w pojedynkę rozgromił Fenerbahce, emanując pewnością siebie i przygotowaniem fizycznym.
Kilka dni później ogłoszono rekordowy transfer Mesuta Özila. Na obecności tego piłkarza mieli zyskać wszyscy zawodnicy Arsenalu, jednak największy skok jakościowy zanotował wychowanek Cardiff. Ramsey grając u boku Özila nie odstawał od niego poziomem. W wyniku współpracy duetu, Walijczyk strzelił 13 bramek, zanotował 7 asyst co w dużej mierze przyczyniło się do pierwszego miejsca The Gunners w tabeli Premier League na półmetku rozgrywek, awans z grupy śmierci Ligi Mistrzów i miano głównego (obok Luisa Suáreza) pretendenta do tytułu piłkarza sezonu. Występy Ramseya były też powodem ułożenia przez kibiców piosenki adresowanej do Florentino Pereza (prezesa Realu Madryt) mówiącej, że 100 milionów euro wydane przez Los Blancos na Garetha Bale’a zostały wydane na nie tego Walijczyka.
26 grudnia, w swoje urodziny, Ramsey doznał kontuzji uda, która wyeliminowała go z gry do kwietnia. Po kolejnych urazach kluczowych zawodników, Arsenal przestał liczyć się w walce o mistrzostwo Premier League i odpadł z Ligi Mistrzów. Brak trofeum w kolejnym sezonie oznaczałby dobijanie zegara na Since Arsenal Last Won a Trophy do dziesiątki. Obsesją fanów Kanonierów stało się więc wygranie FA Cup.

### Nottingham Forest
25 listopada 2010 roku został wypożyczony do Nottingham Forest. Do Arsenalu powrócił 3 stycznia 2011 roku.

### Reprezentacja
Ramsey w latach 2007–2008 rozegrał 11 spotkań w reprezentacji Walii U-21. 19 listopada 2008 zadebiutował dorosłej kadrze w towarzyskim meczu z Danią.

## Życie prywatne
Jako dziecko uczęszczał do szkoły Ysgol Gyfun Cwm Rhymni w Caerphilly. Początkowo trenował rugby, występował na pozycji skrzydłowego w klubie Caerphilly R.F.C., zaś zainteresowane pozyskaniem Walijczyka było St Helens RLFC, którym zaimponował po występie przeciwko nim. Ramsey zdecydował się jednak na karierę piłkarską. Przed przeprowadzką do Londynu mieszkał razem ze swoimi rodzicami, Marlene i Kevinem oraz bratem Joshem. Obecnie dzieli mieszkanie z rodakiem Chrisem Gunterem, z którym w przeszłości występował w Cardiff City, obecnie zawodnikiem Nottingham Forest. Ramsey mówi biegle po walijsku i angielsku.
14 czerwca 2014 ożenił się z Colleen Rowlands.

## Statystyki kariery
(aktualne na dzień 11 listopada 2022)
| Klub                     | Sezon              | Liga                 | Liga  | Liga   | Puchar kraju | Puchar kraju | Puchar ligi | Puchar ligi | Europa | Europa | Suma  | Suma   |
| Klub                     | Sezon              | Liga                 | Mecze | Bramki | Mecze        | Bramki       | Mecze       | Bramki      | Mecze  | Bramki | Mecze | Bramki |
| ------------------------ | ------------------ | -------------------- | ----- | ------ | ------------ | ------------ | ----------- | ----------- | ------ | ------ | ----- | ------ |
| Cardiff City             | 2006/07            | Championship         | 1     | 0      | 0            | 0            | 0           | 0           | –      | –      | 1     | 0      |
| Cardiff City             | 2007/08            | Championship         | 15    | 1      | 5            | 1            | 1           | 0           | –      | –      | 21    | 2      |
| Arsenal                  | 2008/09            | Premier League       | 9     | 0      | 4            | 0            | 3           | 0           | 6      | 1      | 22    | 1      |
| Arsenal                  | 2009/10            | Premier League       | 18    | 3      | 2            | 1            | 3           | 0           | 6      | 0      | 29    | 4      |
| Arsenal                  | 2010/11            | Premier League       | 7     | 1      | 1            | 0            | 0           | 0           | 0      | 0      | 8     | 1      |
| Nottingham Forest (wyp.) | 2010/11            | Championship         | 5     | 0      | 0            | 0            | 0           | 0           | –      | –      | 5     | 0      |
| Cardiff City (wyp.)      | 2010/11            | Championship         | 6     | 1      | 0            | 0            | 0           | 0           | –      | –      | 6     | 1      |
| Arsenal                  | 2011/12            | Premier League       | 34    | 2      | 3            | 0            | 0           | 0           | 7      | 1      | 44    | 3      |
| Arsenal                  | 2012/13            | Premier League       | 36    | 1      | 3            | 0            | 1           | 0           | 7      | 1      | 47    | 2      |
| Arsenal                  | 2013/14            | Premier League       | 23    | 9      | 0            | 0            | 1           | 0           | 6      | 5      | 30    | 16     |
| Arsenal                  | 2014/15            | Premier League       | 29    | 6      | 4            | 0            | 0           | 0           | 7      | 1      | 40    | 7      |
| Arsenal                  | 2015/16            | Premier League       | 31    | 5      | 2            | 1            | 1           | 0           | 5      | 0      | 39    | 6      |
| Arsenal                  | 2016/17            | Premier League       | 23    | 1      | 4            | 3            | 1           | 0           | 4      | 0      | 32    | 4      |
| Arsenal                  | 2017/18            | Premier League       | 24    | 7      | 0            | 0            | 2           | 0           | 6      | 4      | 32    | 11     |
| Arsenal                  | 2018/19            | Premier League       | 28    | 4      | 2            | 0            | 3           | 0           | 7      | 2      | 40    | 6      |
| Juventus                 | 2019/20            | Serie A              | 24    | 3      | 4            | 0            | –           | –           | 6      | 1      | 34    | 4      |
| Juventus                 | 2020/21            | Serie A              | 22    | 2      | 1            | 0            | –           | –           | 7      | 0      | 30    | 2      |
| Juventus                 | 2021/22            | Serie A              | 3     | 0      | 0            | 0            | –           | –           | 2      | 0      | 5     | 0      |
| Rangers FC (wyp.)        | 2021/22            | Scottish Premiership | 7     | 2      | 3            | 0            | –           | –           | 3      | 0      | 13    | 2      |
| OGC Nice                 | 2022/23            | Ligue 1              | 12    | 1      | 0            | 0            | –           | –           | 4      | 0      | 16    | 1      |
| Ogólnie w karierze       | Ogólnie w karierze | Ogólnie w karierze   | 357   | 49     | 38           | 6            | 16          | 0           | 83     | 16     | 484   | 72     |

## Sukcesy

### Arsenal
- Puchar Anglii: 2013/14, 2014/15
- Tarcza Wspólnoty: 2014, 2015

### Indywidualne
- Londyński Piłkarz Roku: 2014
- Najlepszy piłkarz Arsenalu sezonu: 2013/14
- Drużyna sezonu Premier League według użytkowników premierleague.com: 2013/14
- Premier League Player of the Month: wrzesień 2013
- Młody Walijski Piłkarz Roku: 2009, 2010
- Zawodnik Arsenalu miesiąca: maj 2013, sierpień 2013, wrzesień 2013, październik 2013, listopad 2013